# 기타시오촌
기타시오촌(北志雄村)은 이시카와현 하쿠이군에 있던 촌이다. 현재의 호다쓰시미즈정 북동쪽에 해당한다.

## 역사
- 1889년 4월 1일 - 정촌제 시행에 의해 6개 촌의 구역을 가지고 성립하였다.
- 1933년 5월 1일 - 히카와촌, 시마촌, 미나미오치촌, 미나미시오촌과 합병해, 새로운 시마촌이 성립하여, 동일 기타시오촌은 폐지되었다.

## 참고문헌
- 角川日本地名大辞典 17 石川県